# Estación Salamanca
Salamanca es una antigua estación ferroviaria de la ciudad de Salamanca, Región de Coquimbo, Chile. Inaugurada en 1913, fue declarada Monumento Nacional de Chile, en la categoría de Monumento Histórico, mediante el Decreto Exento n.º 923, del 29 de octubre de 2004.

## Historia
Durante el gobierno del presidente José Manuel Balmaceda se aprobó un contrato con Newton Lord para la construcción de las líneas ferroviarias de Los Vilos a Illapel y Salamanca. Estas fueron terminadas en 1913, debido a que el contrato fracasó y el gobierno tuvo que hacerse cargo de la construcción de las vías y estaciones.
Funcionó hasta el año 1975, siendo suprimida mediante decreto del 6 de noviembre de 1978 y luego de su cierre vivió un estado de deterioro constante, hasta que fue remodelada en 2003. En el año 2010, sus alrededores fueron transformados en un parque urbano, y se construyeron diversas instalaciones culturales.

## Descripción
Consta de una edificación de arquitectura simple en madera con revestimiento en tiglado, típico de las construcciones de ferrocarriles de su época.